# Victor Schertzinger
Victor Schertzinger (ur. 8 kwietnia 1888 w Mahanoy City, zm. 26 października 1941 w Hollywood) – amerykański producent filmowy, scenarzysta, reżyser i kompozytor muzyki filmowej.

## Filmografia
Scenarzysta
- 1918: A Nine O'Clock Town
- 1923: The Man Life Passed By
- 1935: Kochaj mnie zawsze

Producent
- 1933: Cocktail Hour
- 1937: Something to Sing About

Reżyser
- 1917: The Pinch Hitter
- 1920: Co się stało z Różą
- 1922: The Kingdom Within
- 1930: Parada Paramountu
- 1942: The Fleet's In

Muzyka
- 1915: The Edge of the Abyss
- 1928: Manhattan Cocktail
- 1931: Przyjaciele i kochankowie
- 1945: I Love a Mystery
- 1952: Harem Girl

## Nagrody i nominacje
Został nominowany do Oscara, a także posiada swoją gwiazdę na Hollywoodzkiej Alei Gwiazd.